# Etsdorfer Kellergasse

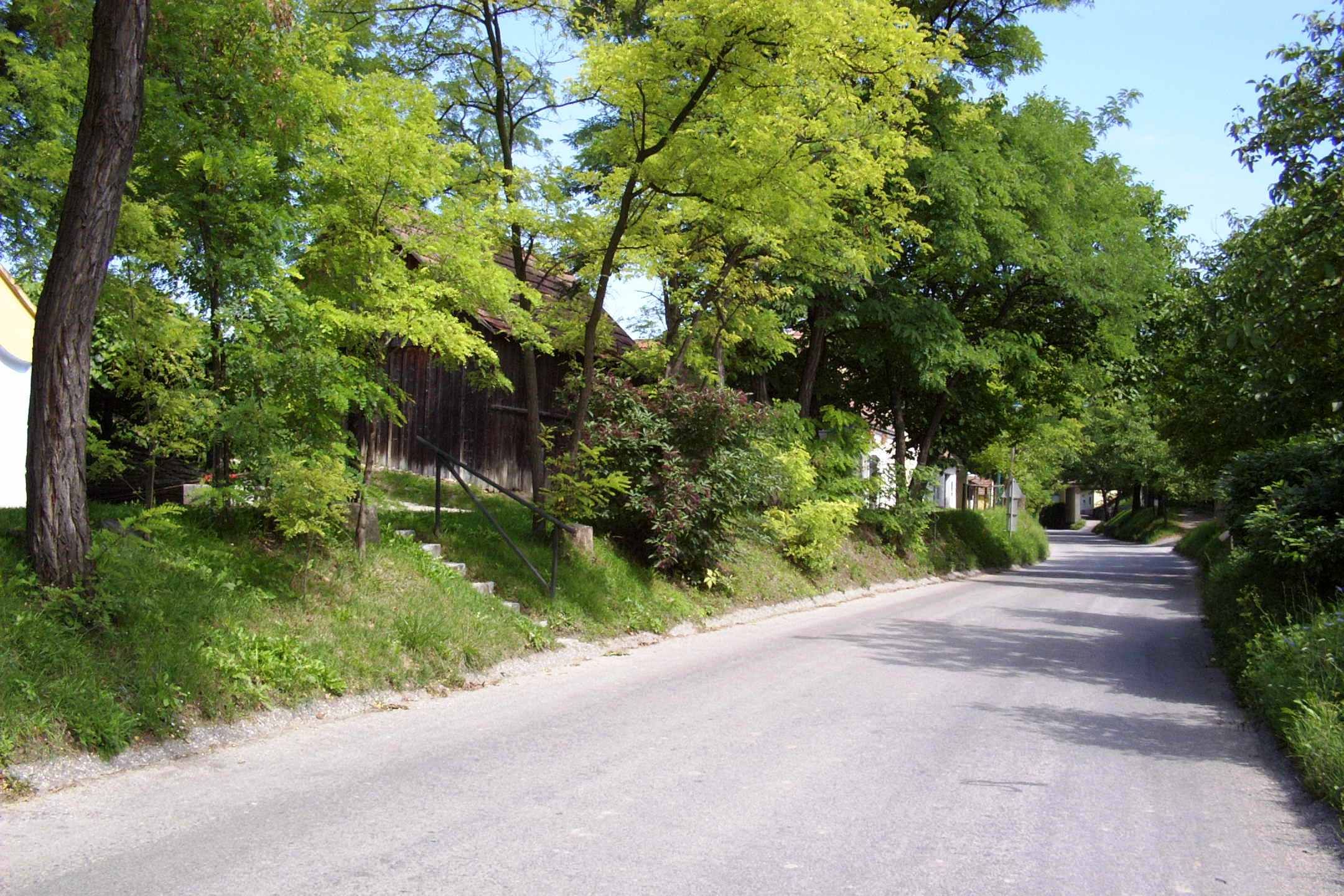
Kellergasse Etsdorf

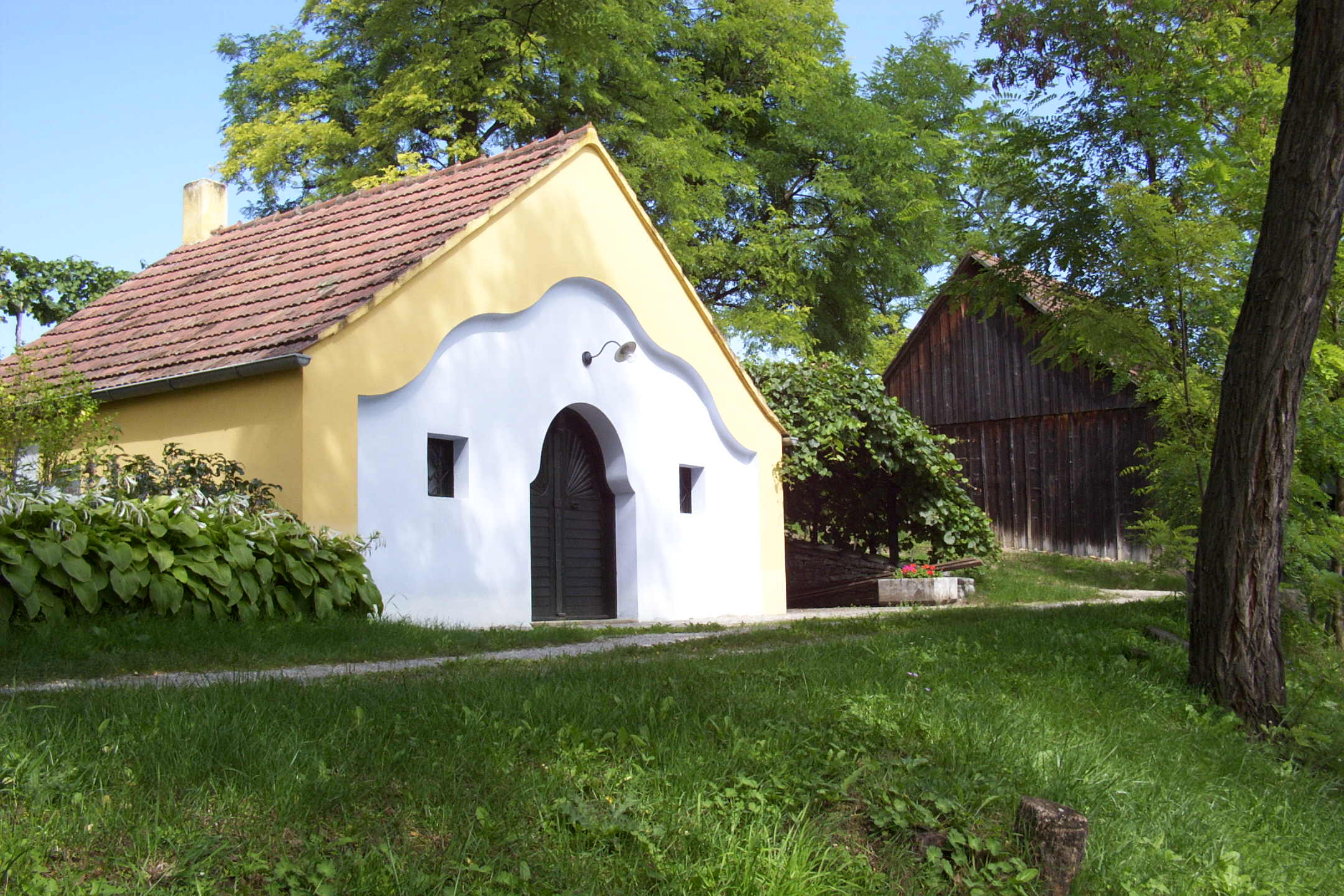
Presshaus in der Kellergasse

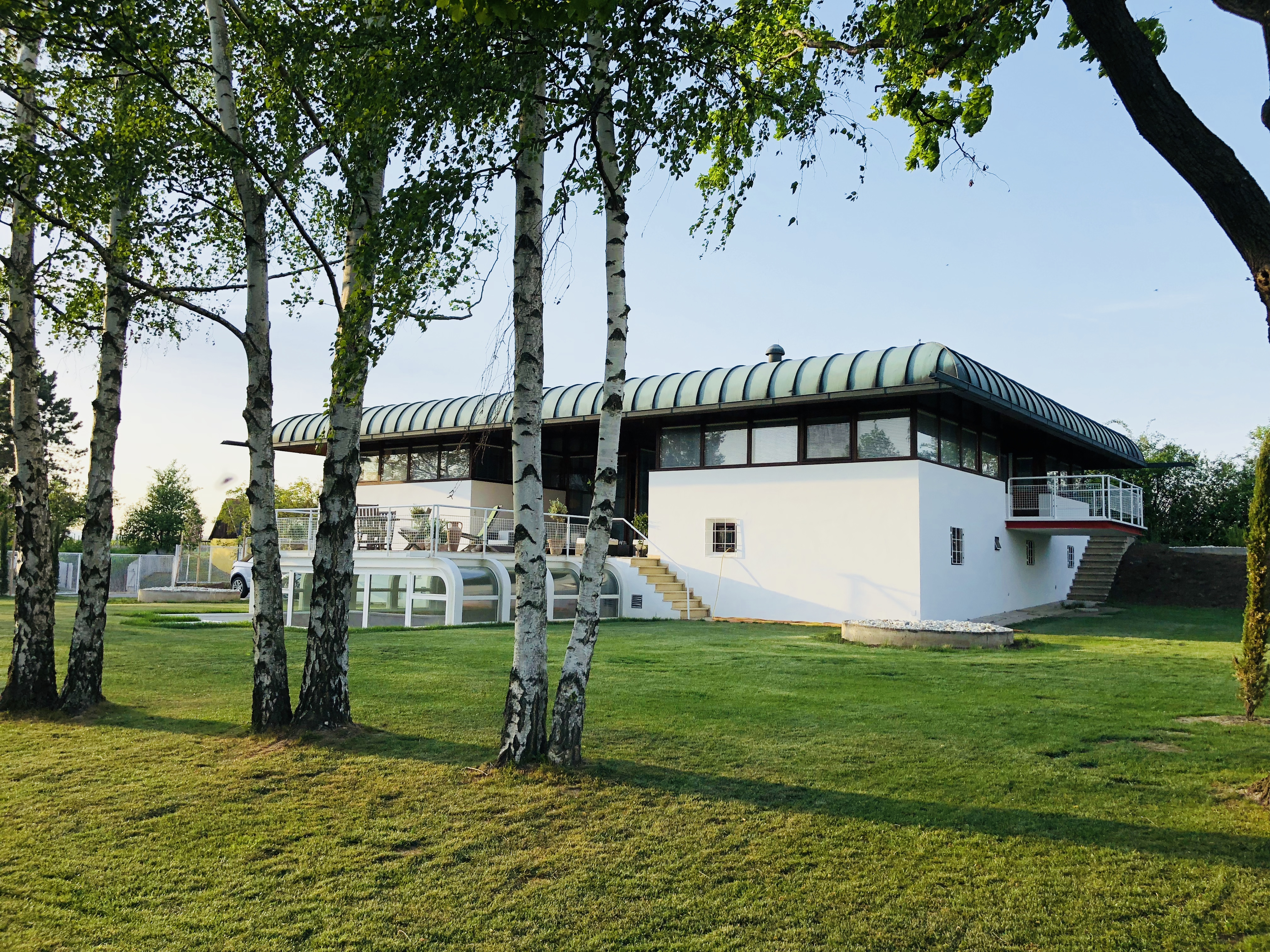
Haus Wittmann Südost-Ansicht

Die Etsdorfer Kellergasse liegt in der Katastralgemeinde Etsdorf als Teil der Marktgemeinde Grafenegg.

## Lage
Ausgehend vom Ortszentrum von Etsdorf – in der Verlängerung der Oberen Marktstraße – erstreckt sich die beidseitig bebaute Kellergasse Richtung Norden. Sie beginnt nach der Bahnüberquerung beim Treibhaus des Weinbauvereines und erstreckt sich bis zum Keller der Freiwilligen Feuerwehr. Topografisch liegt dieser gesamte Abschnitt in einem Hohlgraben und wird im letzten Drittel von einer Brücke der B 34 Kamptalstraße überspannt.
Die Gesamtzahl der Presshäuser beträgt 44.

## Beschreibung der Presshäuser/Kellergasse
Die Kellergasse liegt in einem Graben, die zwei Kellerzeilen liegen beidseitig erhöht über der Landesstraße und werden von zwei meist unbefestigten Begleitwegen begleitet. Die durchgehende Bepflanzung mit Nussbäumen und Akazien auf der Böschung zur Landstraße erzeugen dabei einiges an Schatten auf den Begleitwegen. Vor den Kellern befinden sich meist Vorplätze und Sitzbereiche.
Viele Winzer sorgen laufend für die Erhaltung der ursprüngliche Bauweisen ihrer traditionellen Weinlagerstätten. Die Presshäuser bestehen meist aus einem Stüberl, einem großzügigen Presshaus mit einer Baumpresse und einem langen Gewölbe. Seitlich befindet sich der Aufgang zum Kellerweingarten. Die Presshäuser der betrieblichen Winzer wurden im Innenbereich für eine weinwirtschaftliche Produktion angepasst oder als Heurigenlokal adaptiert.
Am Eingang der Kellergasse begegnet einem die Skulptur der „Weinberggeiß“, die im Jahre 1981 errichtet wurde und eine schwere Last bunter Reben auf ihrem Rücken trägt. Sie ist das Erkennungsmerkmal der Kellergasse.
In geologischer Hinsicht weist Etsdorf vor allem Lehmböden auf, welche die Feuchtigkeit gut speichern können. Daneben gibt es teilweise aber auch leichtere Schotter- bzw. Sandböden. Eindeutig überwiegt das Weißweinangebot mit Grünem Veltliner und Rieslingsorten, am Rotweinsektor dominiert der Zweigelt.
Oberhalb der eigentlichen Kellergasse, an der Adresse Kellergasse 6 steht das vom österreichischen Architekten Johannes Spalt in den Jahren 1970–1975 für die Möbelproduzenten Wittmann errichtete und in den Jahren 2016–2017 generalsanierte Haus Wittmann.

## Nutzung
Aktive Weinproduktion findet nach wie vor in den meisten Presshäusern statt. Es sind noch viele Vollerwerbsbetriebe vertreten.
Die Kellergasse Etsdorf, in unmittelbarer Nähe zum Schloss Grafenegg, wird weintouristisch genutzt. Das Kellergassenfest im Juli fand 2023 bereits das 40. Mal statt. Dabei stehen die Verkostungen diverser Weine, hausgemachter Speisen und anderer Produkte im Vordergrund.
Ein weiteres Fest ist im November die Weintaufe und die traditionelle Weinverkostung. Außerdem beteiligen sich Winzer am Kamptaler Weinfrühling, auch Events im Advent finden statt, und in der Kellergasse gibt es im Sommer das jährliche Fest der Freiwilligen Feuerwehr Etsdorf. Die FF hat am Ende der Kellergasse Räumlichkeiten mit einem Festplatz in Form einer Wiesenfläche mit Schatten spendenden Akazien.
Die Kellergasse dient als Naherholungsgebiet, so führen Rad- und Wanderrouten (etwa der Jakobsweg) durch die Kellergasse.